# Eremogone ledebouriana
Eremogone ledebouriana är en nejlikväxtart som först beskrevs av Edward Fenzl, och fick sitt nu gällande namn av Lkonn. Eremogone ledebouriana ingår i släktet Eremogone och familjen nejlikväxter. Inga underarter finns listade i Catalogue of Life.